# M 20 (MSBS)

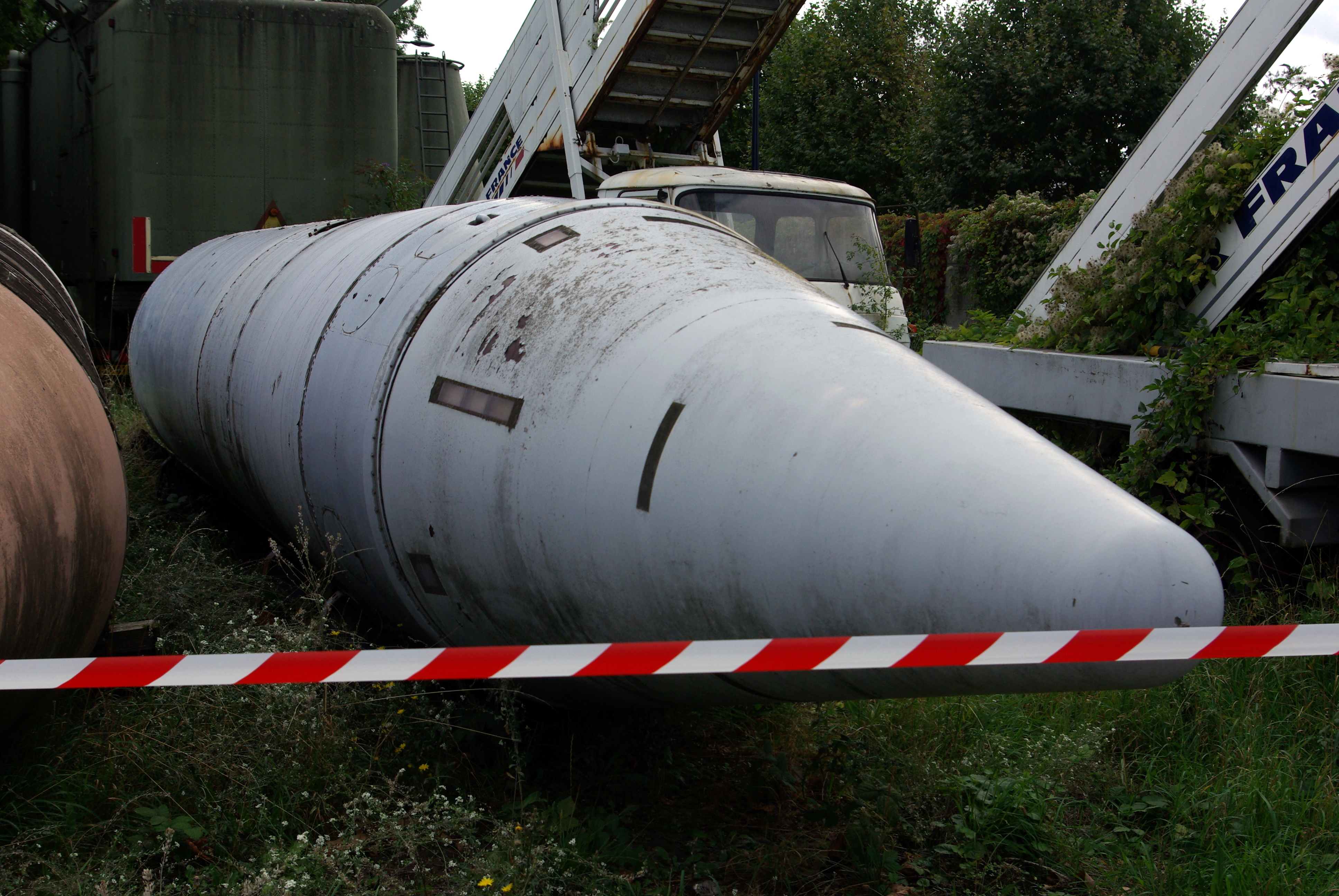
MSBS M20

Die M 20 waren französische ballistische Atomraketen, die auf U-Booten stationiert waren. Die Raketen wurden 1977 gemeinsam mit dem vierten U-Boot der Redoutable-Klasse, der L'Indomptable (S 613), in Dienst gestellt. Die Raketen unterschieden sich von ihren Vorgängern des M 2-Typs lediglich durch die wesentlich höhere nukleare Sprengkraft des Gefechtskopfes.
1980 wurde die mit denselben Raketen bewaffnete Le Tonnant (S 614) in Dienst gestellt. Alle älteren U-Boote der Redoutable-Klasse wurden anschließend mit M 20-Raketen ausgestattet.
Die M 20 wurden ab 1985 durch die wesentlich schwereren M 4 ersetzt.

## Technische Daten
| Kenngröße    | Daten                              |
| ------------ | ---------------------------------- |
| Hersteller   | SEREB                              |
| Land         | Frankreich                         |
| Länge        | 10,40 m                            |
| Durchmesser  | 1,50 m                             |
| Gewicht      | 20.000 kg                          |
| Reichweite   | 3.100 km                           |
| Antrieb      | zweistufiger Feststoffraketenmotor |
| Steuerung    | Trägheitsnavigation                |
| Gefechtskopf | nuklear 1,2 MT                     |